# Teresa av Portugal
Teresa av Portugal, född 4 oktober 1178 i Coimbra, död 18 juni 1250, var en saligförklarad drottning av Léon; gift 1191 med kung Alfons IX av León. 
Hennes äktenskap blev ogiltigförklarat, och Teresa återvände till sin hemstad. Hon grundade ett cistercienserkloster i Lorvão, där hon bosatte sig. Först 1231 avlade hon sina klosterlöften. 
Teresa saligförklarades 1705.   
Teresas föräldrar var Sancho I av Portugal och Dulce av Aragonien.   